# Muhabbetana euphorbiella
Muhabbetana euphorbiella is een vlinder uit de familie van de dwergmineermotten (Nepticulidae). De wetenschappelijke naam van deze soort is voor het eerst voorgesteld als Nepticula euphorbiella door Henry Tibbats Stainton in een publicatie uit 1869.

## Verspreiding
De soort komt voor in Frankrijk, Italië (vasteland en Sicilië), Malta, Roemenië en Griekenland.

## Waardplanten
De rups leeft op Euphorbia dendroides (Euphorbiaceae).